# فلسفة جمال أرتور شوبنهاور
تنبع فلسفة الجمال لدى أرتور شوبنهاور من مذهبه الفلسفي القائل بأولوية الإرادة الميتافيزيقية، باعتبارها الشيء في ذاته الكانطي، أساس الحياة وكل الوجود. في عمله الرئيسي، "العالم إرادةً وتمثيلاً"، رأى شوبنهاور أنه إذا كان الوعي أو الانتباه منغمسًا تمامًا في العالم، أو منغمسًا فيه، أو منشغلًا به كتمثيلات أو صور غير مؤلمة، فلا وجود لوعي بالعالم كإرادة مؤلمة. يوفر التأمل الجمالي في العمل الفني هذه الحالة تحديدًا - تحررًا مؤقتًا من المعاناة الناتجة عن عبودية الإرادة [الحاجة، الشغف، الحافز، السعي]، من خلال أن يصبح المرء متفرجًا بلا إرادة على "العالم كتمثيل" [صورة ذهنية أو فكرة]. كما يوفر الفن، وفقًا لشوبنهاور، معرفةً جوهريةً بأشياء العالم بطريقة أعمق من العلم أو التجربة اليومية.